# Малинська підпільна організація
«Малинська підпільна організація» — антинацистська, комсомольська підпільна організація юнаків і дівчат, що діяла у Малині та  Малинському р-ні Житомирської обл. у роки німецько-радянської війни з грудня 1941 по листопад 1943 р.

## Історія створення
В грудні 1941 було утворено підпільний Малинський райком партії (секретар — П. А. Тараскін), який за час своєї діяльності організував у селах Баранівка, Пиріжки, Головки, Садки, Вирва підпільні патріотичні групи.
В червні 1942 було сформовано і виведено в ліс партизан. загін (командир М. П. Устинов). Після загибелі П. А. Тараскіна і членів підпільного райкому (січень 1943) підпільну організацію очолила комсомолка  Н. І. Сосніна. Підпільники, встановивши зв'язок з партизан. загонами, передавали їм розвідувальні дані, медикаменти, зброю, боєприпаси, встановлювали і підтримували зв'язок з антифашистами словацької і угорської частин, вели з ними пропагандистську роботу.
У серпні 1943 Н. І. Сосніна загинула. Підпільна організація продовжувала боротьбу до визволення м. Малина радянськими військами.

## Діяльність
Підпільники організовували саботаж в тилу в окупантів, диверсії на залізниці та пром. підприємствах, розповсюджували антифашистські листівки, радянські газети та партизанські видання.

## Пам'ять
- Діяльність Малинської підпільної організації відображено в повісті С. Смирнова «Сім'я» (1967).
- Памятник «Героям Малинського Партійно-Комсомольського Підпілля» у місті Малин.

## Джерело
- Малинська підпільна організація [Архівовано 8 серпня 2014 у Wayback Machine.]